# Hilary z Arles
Hilary z Arles (ur. ok. 401, zm. 5 maja 449), biskup Arles we Francji, święty katolicki.
We wczesnej młodości wstąpił do klasztoru Lérins na wyspie Lérinum (Saint-Honorat, Wyspy Leryńskie), którego przełożonym był w tym czasie jego krewny św. Honorat z Arles. Po jego śmierci w 429 Hilary został biskupem Arles. Wzorując się na św. Augustynie, Hilary założył dla kleru katedralnego kongregację kapłańską. Należący do niej duchowni większość czasu spędzali na wspólnych zajęciach ascetycznych. Następnie Hilary pełnił urząd metropolity Vienny i Narbonny, będąc przy tym jakby prymasem całej południowej Galii. Tytuł ten nosił prawdopodobnie jego poprzednik Patrokliusz z Arles.
Hilary zdjął z urzędu biskupa Chelidonusa, który nie uznawał jego zwierzchnictwa i zwrócił się do Stolicy Apostolskiej z prośbą o ustanowienie w Besançon metropolii. Papież Leon I w 444 zlikwidował jednak wikariat Galii, pozbawiając Hilarego prawa do konsekracji biskupów, zwoływania synodów oraz ingerowania w sprawy innych diecezji. Papież uzyskał edykt potwierdzający Walentyniana III, który podporządkowywał wszystkich biskupów decyzjom Rzymu. Orzeczenie papieskie stało się obowiązującym prawem cesarskim na Zachodzie.
Hilary z Arles zmarł w 449. Jego imię zostało później włączone do martyrologium rzymskiego. Wspomnienie liturgiczne obchodzono 5 maja.
W ciągu swego życia cieszył się szacunkiem współczesnych ze względu na swą elokwencję i pobożność. Ocalały niektóre jego dzieła: Vita S. Honorati Arelatensis episcopi i Metrum in Genesin.
Poemat De providentia, który zwykle włączany jest do zbioru dzieł Prospera z Akwitanii, bywa przypisywany Hilaremu z Arles.